# Cal Rafel (Castellnou de Seana)
Cal Rafel és un monument del municipi de Castellnou de Seana (Pla d'Urgell) inclòs en l'Inventari del Patrimoni Arquitectònic de Catalunya.

## Descripció
Edifici civil de tres plantes. A la planta baixa hi ha a més de la porta principal dues portalades que permeten l'accés als magatzems i al pati posterior de la casa. Aquestes portalades són posteriors. Sobre les llindes de les finestres de la planta noble s'hi formen uns petits arcs que eviten que la llinda aguanti massa pes. És un exemplar poc corrent en la zona. Les filades de carreus són d'altures diferents.
Llinda de pedra; enmig hi ha un relleu amb una figura geomètrica pentagonal, inscrita dins d'un cercle. A ambdós costats dels cercle hi consta la data; 1666.

## Història
L'edifici data en principi del 1606 (ens han assegurat que va ésser trobada una inscripció, en unes sitges, amb la data del 1145, actualment resta tapades), i sembla que s'ha reformat molt poc des de la data: el 1997 va sofrí petites modificacions en els acabat de la façana (obertures, porta del garatge, resseguit de la junta de les pedres, etc.). Aquesta casa és coneguda com a Cal Blassó.
La llinda és l'únic element que es conserva del període d'esplendor de la casa. S'ha dit que era la creu dels templers, però hi ha dubtes al respecte per la falta de correspondència entre la creu de l'orde del Temple i la que figura inscrita a la llinda.